# Международная ассоциация воздушного транспорта
Международная ассоциация воздушного транспорта, ИАТА (англ. International Air Transport Association, сокр. IATA) — международная неправительственная организация. Штаб-квартира находится в Монреале (Канада), Европейский центр (исполнительный офис) — в Женеве (Швейцария). ИАТА имеет 57 офисов и 120 представительств по всему миру.

## История
ИАТА была создана 19 апреля 1945 года в Гаване (Куба) для сотрудничества между авиакомпаниями.
К моменту основания в ИАТА входили 57 членов из 31 страны, преимущественно из Европы и Северной Америки. Современная ИАТА — это 350 членов из 120 стран (на 25 мая 2025 года), которые осуществляют 80 % всех международных рейсов, согласно оценкам самой ассоциации.
ИАТА является преемницей International Air Traffic Association (Международной ассоциации воздушного движения), основанной в Гааге 28 августа 1919 года. Её целью стала организация безопасных, регулярных и рентабельных воздушных перевозок людей и грузов, а также содействие совместной работе всех участвующих в международных воздушных перевозках предприятий. Эта ассоциация, организованная после Первой мировой войны, прекратила своё существование из-за Второй мировой войны.
До реформ Рональда Рейгана по сокращению регуляции в коммерческих рейсах, ИАТА определяло все параметры гражданской авиации, от состава подаваемых в полёте блюд до расстояния между пассажирскими креслами на борту.
В феврале 2021 года было заключено партнёрское соглашение между IATA и OAG, ведущим мировым поставщиком данных и аналитических материалов о путешествиях. Он предоставляет ассоциации графики полётов и другие справочные данные.

## Деятельность
Ассоциация выступает координатором и представителем интересов авиатранспортной отрасли в таких областях как обеспечение безопасности полётов, производство полётов, тарифная политика, техобслуживание, авиационная безопасность, разработка международных стандартов совместно с ИКАО и т. д.
Важнейшим направлением деятельности ИАТА является организация взаиморасчётов между субъектами воздушного транспорта, основанная на системе продаж перевозок на нейтральном бланке авиабилетов. Ещё в 1948 году начала свою деятельность Клиринговая палата IATA (англ. IATA Clearing House), обеспечивающая проведение взаимозачётов между авиакомпаниями. А в 1972 году была создана мировая нейтральная среда продаж авиабилетов BSP IATA, впоследствии охватившая весь воздушный транспорт мира, кроме США (которые первыми создали собственную систему, ARC, послужившую впоследствии основой для BSP) и стран СНГ (за исключением Молдавии).
Международная ассоциация воздушного транспорта объявила о полном переходе с 2007 года на продажу авиаперевозок с использованием электронных билетов.
ИАТА присваивает коды аэропортам, авиакомпаниям и типам самолётов для классификации.

## IOSA
Безопасность полётов является приоритетом номер один для ИАТА. Основным инструментом обеспечения безопасности полётов является эксплуатационный аудит безопасности полётов ИАТА является аудит IOSA (англ. IATA Operational Safety Audit) и его последующая расширенная версия Enhanced IOSA. Аудит IOSA был внедрён рядом стран как государственное требование по безопасности полётов. 2012 год стал самым безопасным годом за всю историю авиации. Глобальный рейтинг авиационных происшествий с самолётами западного производства (измеряемый в количестве невосстановимых разрушений фюзеляжа на миллион полётов самолётов западного производства) составил 0,20, что эквивалентно одному авиационному происшествию на 5 миллионов полётов.

## ISAGO
Для наземного обслуживания существует аналогичный IOSA стандарт — аудит ИАТА по безопасности наземного обслуживания (IATA Safety Audit for Ground Operations).

## ИАТА в России
В 1996 году в Москве организован региональный офис, работающий на территории России и некоторых стран СНГ (Украины и Казахстана).
С 2004 года по 2014 год «Владивосток Авиа» являлись полноправным членом Международной ассоциации воздушного транспорта (ИАТА).
В марте 2006 года «Аэрофлот» был внесён в реестр Операторов IOSA.
В 2007 году авиакомпания S7 Airlines была включена в регистр Операторов IOSA, после успешного прохождения полной процедуры международного аудита на соответствие производственным стандартам безопасности.
В 2007 году группа компаний «Волга-Днепр» прошла сертификацию IATA и была включена в регистр Операторов IOSA первой в мире среди грузовых перевозчиков.
C 2008 года авиакомпания «Трансаэро» официально включена в регистр перевозчиков, обладающих сертификатом оператора IOSA.
C 2011 года авиакомпания «ВИМ-Авиа» официально включена в регистр перевозчиков, обладающих сертификатом оператора IOSA.
C июня 2011 года авиакомпания «Нордавиа» стала полноправным членом Международной ассоциации воздушного транспорта (ИАТА).
Всего в этом списке 12 авиакомпаний, включая также: AirBridgeCargo, Nordwind Airlines, «Донавиа», «Россия», «ЮТэйр», «Якутия».
В декабре 2022 года, почти через год после прекращения полётов западных авиакомпаний над территорией России из-за вторжения в Украину, генеральный директор ИАТА Уилли Уолш сообщил, что странам Запада необходимо готовиться к возобновлению рейсов над Россией, иначе, китайские авиаперевозчики, после ослабления коронавирусных ограничений в КНР, получат преимущество перед такими компаниями, как British Airways, чьи рейсы из-за облета территории России стали длиннее на несколько часов. По мнению Уолша, авиакомпании должны стремиться вновь открыть для себя воздушное пространство РФ, чтобы через «традиционные транссибирские» рейсы Европа могла получить наиболее эффективный доступ в Азию.